# 83 (nombre)
Pour les articles homonymes, voir 83 (homonymie).
Le nombre 83 (quatre-vingt-trois, huitante-trois ou octante-trois) est l'entier naturel qui suit 82 et qui précède 84.

## En mathématiques
Le nombre 83 est :
- le 23e nombre premier (cousin avec le 79 et sexy avec le 89) ;
- le 18e nombre premier non brésilien (le suivant est également 89) ;
- un nombre premier cousin avec 79 ;
- à la fois un nombre premier de Sophie Germain (167= 2×83+1 est premier) et un nombre premier sûr (83 = 2×41+1 et 41 est premier) ;
- l'indice d'un terme premier de la suite de Fibonacci (F83 est premier) ;
- la somme de trois nombres premiers consécutifs (23 + 29 + 31) et la somme de cinq nombres premiers consécutifs (11 + 13 + 17 + 19 + 23) ;
- un nombre premier de Pillai[1].

## Dans d'autres domaines
Le nombre 83 est aussi :
- années historiques : -83, 83 ou 1983 ;
- le numéro atomique du bismuth, un métal pauvre ;
- le numéro de la sourate Al-Mutaffifin dans le Coran ;
- le numéro de la galaxie spirale M83 dans le catalogue Messier ;
- le numéro de modèle du Bell XP-83, un prototype d'avion de chasse à réaction US ;
- le numéro de l'Interstate 83, une autoroute des États-Unis qui part du Maryland jusqu'à la Pennsylvanie ;
- le numéro de la route européenne E83 qui part de Bjala jusqu'à Sofia, toutes les deux en Bulgarie ;
- le no  du département français du Var ;
- le nombre de départements créés par l'Assemblée constituante le 4 mars 1790 ;
- l'identifiant ISBN pour les livres publiés en Pologne ;
- l'ancienne ligne 83 du tramway de Bruxelles ;
- 83  est un collectif de rap québécois.